# Jamie Langenbrunner
Jamie Craig Langenbrunner (* 24. Juli 1975 in Cloquet, Minnesota) ist ein ehemaliger US-amerikanischer Eishockeyspieler, der im Verlauf seiner aktiven Karriere zwischen 1993 und 2013 unter anderem 1255 Spiele für die Dallas Stars, New Jersey Devils und St. Louis Blues in der National Hockey League auf der Position des rechten Flügelstürmers bestritten hat. Langenbrunner gewann sowohl mit den Dallas Stars im Jahr 1999 sowie mit den New Jersey Devils im Jahr 2003 den Stanley Cup. Darüber hinaus feierte er mit der US-amerikanischen Nationalmannschaft bei den Olympischen Winterspielen 2010 im kanadischen Vancouver den Gewinn der Silbermedaille.

## Karriere
Langenbrunner spielte von 1990 bis 1993 im Eishockeyteam der Cloquet High School. Beim NHL Entry Draft 1993 wurde er in der zweiten Runde als 35. von den Dallas Stars gezogen und wechselte aber vorerst in die kanadische Juniorenliga Ontario Hockey League zu den Peterborough Petes.

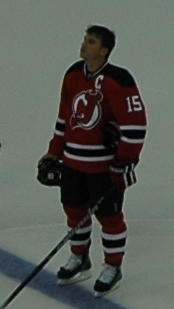
Langenbrunner im Trikot der New Jersey Devils

In der Saison 1994/95 holten ihn die Stars erstmals für drei Spiele in die National Hockey League. Die folgende Saison spielte er in der International Hockey League bei den Michigan K-Wings und durfte nur zwölf Mal in der NHL aufs Eis. Erst in der Saison 1996/97 konnte er sich für die endgültig durchsetzen. Im Jahr 1998 war Langenbrunner Mitglied des Olympiaauswahl der USA bei den Olympischen Winterspielen im japanischen Nagano. In der Saison 1998/99 konnte er mit den Dallas Stars seinen ersten Stanley Cup gewinnen.
Er wechselte gemeinsam mit Joe Nieuwendyk in der Saison 2001/02 zu den New Jersey Devils, im Gegenzug kam unter anderem Jason Arnott nach Dallas. Auch mit New Jersey konnte er 2003 den Stanley Cup gewinnen. In der Saison 2002/03 wurde er mit elf Toren und sieben Vorlagen zum Topscorer der Play-offs.
In der Zeit des NHL-Lockouts in der Saison 2004/05 spielte er jeweils elf Hauptrunden- und elf Play-off-Spiele für den ERC Ingolstadt in der DEL, dabei erzielte er insgesamt drei Tore und acht Vorlagen.
Am 1. Juli 2006 verlängerte Langenbrunner seinen Vertrag bei den New Jersey Devils um weitere fünf Jahre. Sein Gehalt belief sich auf 2,8 Millionen US-Dollar pro Jahr. Im Januar 2011 wurde er für ein Drittrunden-Wahlrecht für den NHL Entry Draft 2011 zu den Dallas Stars transferiert, für die er bereits von 1995 bis 2002 gespielt hatte. Am 6. Juli 2011 unterzeichnete Langenbrunner einen Kontrakt für ein Jahr bei den St. Louis Blues. Durch eine Verletzung konnte Langenbrunner in der verkürzten NHL-Saison 2012/13 lediglich vier Spiele absolvieren und beendete nach der Spielzeit im Alter von 37 Jahren seine Karriere.
Nach seinem Karriereende pausierte Langenbrunner zunächst zwei Jahre, ehe er im erweiterten Trainerteam der Boston Bruins anheuerte. Parallel dazu engagierte er sich auch im Trainerteam seiner einstigen High School.

## Erfolge und Auszeichnungen
- 1999 Stanley-Cup-Gewinn mit den Dallas Stars
- 2003 Stanley-Cup-Gewinn mit den New Jersey Devils
- 2009 NHL-Spieler des Monats Januar
- 2023 Aufnahme in die United States Hockey Hall of Fame

### International

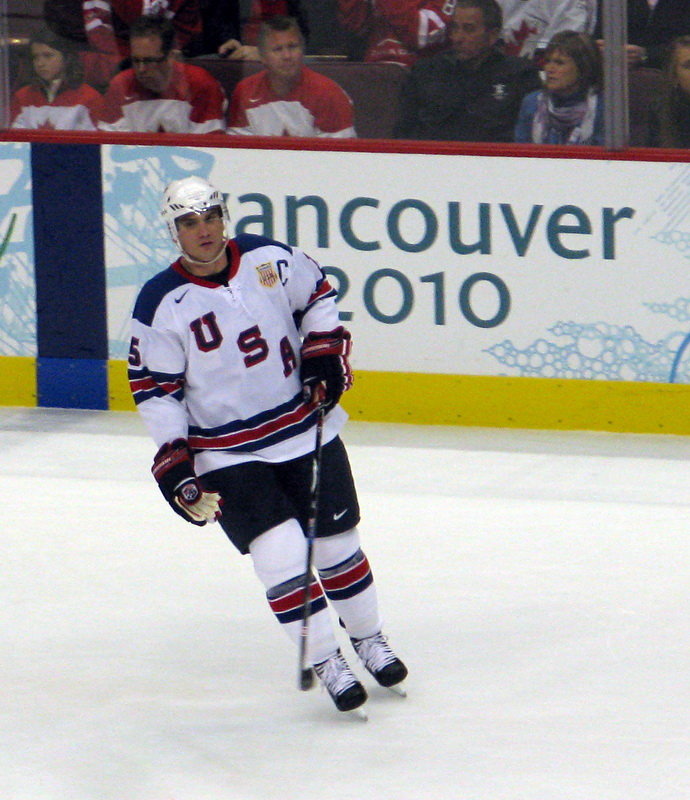
Langenbrunner als Kapitän des US-Teams bei den Olympischen Winterspielen 2010 in Vancouver

- 2010 Silbermedaille bei den Olympischen Winterspielen

## Karrierestatistik

### International
Vertrat die USA bei:
| - Junioren-Weltmeisterschaft 1994 - Junioren-Weltmeisterschaft 1995 - Olympischen Winterspielen 1998 | - World Cup of Hockey 2004 - Olympischen Winterspielen 2010 |

(Legende zur Spielerstatistik: Sp oder GP = absolvierte Spiele; T oder G = erzielte Tore; V oder A = erzielte Assists; Pkt oder Pts = erzielte Scorerpunkte; SM oder PIM = erhaltene Strafminuten; +/− = Plus/Minus-Bilanz; PP = erzielte Überzahltore; SH = erzielte Unterzahltore; GW = erzielte Siegtore; 1 Play-downs/Relegation; Kursiv: Statistik nicht vollständig)